# Útěk do Egypta (Poussin)
Útěk do Egypta je obraz z roku 1657 od Nicolase Poussina, jehož námětem je stejnojmenná biblická událost.
Poussinova tvorba vycházela ze studia antiky a také studia tvorby mistrů vrcholné renesance. Jeho mytologické a alegorické kompozice vycházely ze zákonů, které si z těchto děl odvodil, během jejich studia. Dílo Nicolase Poussina velmi poznamenalo francouzské i italské malířství. V Itálii překonal carracciovský idealismus, ve Francii pak přežívající manýrismus fontaienebleauské školy. Na Poussina se odvolávali se na něj nejen klasicisté 18. a 19. století, ale i moderní umělci usilující o obrazovou formu vystavěnou na přesných zákonech. Kompozice jeho obrazů je vždy podřízena přísnému principu, vycházejícímu z antického umění a zásad italské renesance. Poussin na svých obrazech usiluje o do detailu propracované provedení krajiny.
Postavy na obraze Útěk do Egypta mají ve tváři příznačný výraz vyjadřující momentální emoce. Marie s malým Ježíškem v náručí se z obavou z cesty do neznámého polootáčí zpět, Josef s důvěrou obrací svůj zrak vzhůru k andělovi, který Svatou rodinu na jejich útěku provází a ochraňuje. Z anděla vyzařuje klid, usmívá se, a jeho pozdvižená pravice nejen ukazuje směr ale vyjadřuje i ochranitelské gesto. V teplém světle jsou vlevo zobrazeny pozůstatky antického chrámu, v dálce na obzoru se rýsuje horské pásmo.